# Stanislav Hafner
Stanislav Hafner, slovenski jezikoslovec, literarni zgodovinar in prevajalec, * 13. december 1916, Šentvid ob Glini, † 9. december 2006, Gradec.

## Življenjepis
Stanislav Hafner je študiral slavistiko na Dunaju, v Gradcu in Beogradu ter 1941 doktoriral v Gradcu. Služboval je v München, 1939/40 pa je bil lektor nemškega jezika  na Filozofski fakulteti v Ljubljani. Med 2. svetovno vojno je bil mobiliziran v nemško vojsko, nato pa do leta 1949 v ruskem vojnem ujetništvu. Po vrnitvi je postal referent za slavistiko v avstrijski državni biblioteki na Dunaju. Na Univerzi v Gradcu je predaval od 1963, postal tam 1964 izredni, med leti 1967 do 1987 pa je bil redni profesor za slavistiko na tej univerzi.. Leta 1981 je postal dopisni član SAZU, bil pa je tudi dopisni član avstrijske in srbske akademije znanosti (oboje od 1985).
Z ukazom Predsednika Republike Slovenije M. Kučana je bil Hafner 10. oktobra 2001 za delo in zasluge pri znanstvenem, pedagoškem in drugem delu na področju slavistike v Avstriji odlikovan s Častnim znakom svobode Republike Slovenije.

## Delo
Hafner je raziskoval srbsko srednjeveško književnost, zgodovino slavistike. Raziskoval pa je tudi pogovorni jezik in narečja. V zadnjih desetletjih je temeljito obravnaval projekt, za katerega je dal pobudo skupno z Erichom Prunčem, namreč raziskovanje slovenskega pogovornega jezika in narečij na Koroškem.
Veliko je pisal o jugoslovanski književnosti in iz nje prevajal. Prevajal je tudi dela slovenskih avtorjev. Iz slovenščine je prevedel več del I. Cankarja, F.S. Finžgarja, F. Bevka, F.K. Meška, J.Kozaka, P. Voranca in A. Ingoliča.